# Zombies (film, 2006)
Pour les articles homonymes, voir Zombies.
Pour plus de détails, voir Fiche technique et Distribution.
Zombies (titre original : Wicked Little Things) est un film américain réalisé par J.S. Cardone en 2006.

## Synopsis
Après la mort de son mari, Karen Tunny hérite d'une vieille bâtisse située en pleine forêt de Pennsylvanie. Elle vient y vivre avec ses deux filles. Malheureusement, elle ignore qu'en 1913, une mine s'est éboulée, enterrant vivants une douzaine d'enfants. Seul souci : ils sont toujours vivants...

## Fiche technique
- Titre original : Zombie: Wicked Little Things
- Titre français : Zombie
- Réalisation : J. S. Cardone
- Scénario : Boaz Davidson et Ben Nedivi
- Direction artistique : Sonya Savova
- Société de production :  Millennium Films
- Production : Boaz Davidson, J. S. Cardone, Danny Lerner, David Varod
- Montage :  Alain Jakubowicz
- Costumes : Gina Hendrix
- Décors :  Nina Ruseva
- Musique :  Tim Jones
- Directeur de la photographie : Emil Topuzov
- Pays d'origine :  États-Unis
- Langue originale : anglais
- Genre : Thriller
- Durée : 94 minutes
- Dates de sortie :
  - États-Unis : en 2006
  - France : 4 novembre 2008 (sorti directement en DVD)
- Classification : USA : R (violence, sexe et langage)

## Distribution
- Lori Heuring (VF : Laura Préjean) : Karen Tunny
- Scout Taylor-Compton (VF : Kelly Marot) : Sarah Tunny
- Chloë Grace Moretz (VF : Lisa Caruso) : Emma Tunny
- Geoffrey Lewis (VF : Philippe Ariotti) : Harold Thompson
- Ben Cross (VF : Michel Vigné) : Aaron Hanks
- Craig Vye : Tim
- Chris Jamba (VF : Donald Reignoux) : Sean
- Julie Rogers (VF : Edwige Lemoine) : Lisa
- Martin McDougall (VF : Philippe Vincent) : William Carlton
- Michael McCoy (VF : Jean-François Aupied) : Walter
- Velizar Binev : Bull Foreman
- Helia Grekova : Mary
- Atanas Srebrev (de) : Russel
- Vladimir Mihailov : Trevor
- Alexander Ganchev : Ryan
- Ioan Karamfilov : Caleb

 Source et légende : version française (VF) sur RS Doublage et selon le carton du doublage français sur le DVD zone 2.

## Commentaire
À l'origine, Tobe Hooper devait réaliser ce film, mais il a abandonné le projet pour réaliser Mortuary.